# Trockenspinnen
Das Trockenspinnen ist ein Lösungsspinnverfahren, bei dem die Filamentbildung dadurch erfolgt, dass die heiße Lösung aus Polymer und Lösungsmittel in einem beheizten Spinnschacht (Durchmesser 150 bis 300 mm. Länge 2000 bis 8000 mm) in einen heißen Gasstrom extrudiert wird, wobei das organische Lösungsmittel aus den Strahlen der Spinnlösung nach ihrem Austritt aus der Spinndüse ausdampft und der Faden infolge des Lösungsmittelverlustes über die Gelform in die feste Phase übergeht. Um das verdampfende Lösungsmittel annähernd vollständig auffangen zu können, erfolgt der Fadenbildungsprozess in geschlossenen Spinnschächten.
Die genauen Spinnbedingungen bezüglich Konzentration, Viskosität, Temperaturen, Spinngasmengen usw. sind polymer- und lösungsmittelspezifisch. Typische Polymerkonzentrationen liegen bei 15 bis 40 %. Üblich sind Filamentabzugsgeschwindigkeiten von 300 bis 400 m/min, aber bei Verfahren mit Schnellverdampfung des Lösungsmittels im Vakuum und schneller Fadenerstarrung sind auch bis zu 5000 m/min möglich.
Wenn  für das gleiche Polymer sowohl das Trockenspinnverfahren als auch das Nassspinverfahren anwendbar sind, hat das Trockenspinnverfahren folgende Vorteile:
- es kann eine höhere Polymerkonzentration verarbeitet werden, weshalb die Anlagenleistung höher ist;
- es sind höhere Spinngeschwindigkeiten möglich;
- es entfällt meist die Notwendigkeit, die ersponnenen Fäden zu waschen und zu trocknen.

Die erste Kunstseide (Chardonnet-Seide) wurde bereits Anfang des 20. Jahrhunderts nach dem Trockenspinnverfahren hergestellt. Später folgte die Erzeugung von Celluloseacetat-Filamenten Anfang der 1920er Jahre und  verschiedene PVC-Fasern. Ab 1946 begann die Firma DuPont mit der Erzeugung von PAN-Fasern. Auch für Fasern aus PVA, PAN-Copolymeren, PUR und aromatische Polyamide wird heute das Trockenspinnen kommerziell angewendet.